# Impellitteri
Impellitteri är ett heavy metalband från USA, bildat av Chris Impellitteri år 1987.

## Medlemmar
Nuvarande medlemmar
- Chris Impellitteri – sologitarr (1987–1990, 1992– )
- Rob Rock – sång (1987, 1992–2000, 2008– )
- James Amelio Pulli – basgitarr (1992– )
- Jon Dette – trummor (2015– )

Tidigare medlemmar
- Ted Days – basgitarr (1987–1988)
- Loni Silva – trummor (1987–1988)
- Phil Wolfe – keyboard (1988–1990)
- Pat Torpey – trummor (1988)
- Stet Howland – trummor (1988-1992)
- Chuck Wright – basgitarr (1988, 1992)
- Dave Spitz – basgitarr (1988–1990)
- Graham Bonnet – sång (1988–1990, 2000–2002)
- Mark Weisz – sång (1990)
- Claude Schnell - keyboard (1990)
- Ken Mary – trummor (1992, 1994–1999)
- Mark Bistany – trummor (1992-1994)
- Edward Harris Roth – keyboard (1995–?)
- Glen Sobel – trummor (1999–?)
- Curtis Skelton – sång (2003–2008)

## Diskografi
Studioalbum
- Stand in Line (1988)
- Grin and Bear it (1992)
- Answer to the Master (1994)
- Screaming Symphony (1996)
- Eye of the Hurricane (1998)
- Crunch (2000)
- System X (2002)
- Pedal to the Metal (2004)
- Wicked Maiden (2009)
- Venom (2015)

Livealbum
- Live! Fast! Loud! (1998)

EP
- Impellitteri (1987)
- Victim of the System (1993)
- Fuel for the Fire (1997)

Samlingsalbum
- Faster than the Speed of Light (2003)